# Nespolno razmnoževanje
Nespolno razmnoževanje je način razmnoževanja, ki ne vključuje mejoze, zmanjšanja plodnosti ali oploditve. Natančnejši izraz za nespolno razmnoževanje je agamogeneza, saj pri njem ne pride do zlivanja gamet. Hčerinski osebek ima pri tem načinu samo enega starša, genetsko gledano je njegov klon. 
Prednost nespolnega razmnoževanja je zanesljivo večanja števila osebkov in tvorba kolonij osebkov. Slabost za enocelične organizme je, da ne pride do križanja v genetskem naboru vrste. Pri večceličnih organizmih je slabost večja, saj pri večceličnih poganjkih ni možnosti za ohranjanje koristnih mutacij.
Je poglavitni način razmnoževanja pri enoceličnih organizmih, kot so arheje, bakterije in protisti, in eden od načinov pri rastlinah in glivah. Zelo redki mnogocelični organizmi se razmnožujejo izključno nespolno.
Vegetativno se razmnožujejo mnoge rastline. Ena izmed oblik je razmnoževanje s potaknjenci, torej tako, da se iz majhnega dela rastline razvije celoten osebek. Drug način je, da rastlina požene nadzemne živice, kot pri jagodah, ali korenike (rizome). Korenike, iz katerih zrastejo nove rastline, so lahko gomolji, prilagojene za shranjevanje energije za ponovno rast, kot pri krompirju, ali pa nova rastlina zraste s pomočjo matične rastline in se kasneje osamosvoji. Lahko se razmnožujejo tudi s čebulicami.